# Stadion Poljud
Stadion Poljud (chorvatský název Gradski stadion u Poljudu, městský stadion v Poljudu) je víceúčelový stadion ve čtvrti Poljud chorvatského města Split. Stadion byl otevřen v roce 1979. Své domácí zápasy zde hraje fotbalový klub HNK Hajduk Split. Celková kapacita stadionu činí 35 000 míst. Na stadionu je hřiště pro atletiku, travnaté hřiště uprostřed je také uzpůsobeno pro fotbalové zápasy. Na stadionu se konají i různé kulturní akce, například koncerty.

## Historie
Stadion byl otevřen v roce 1979 při příležitosti konání 8. středozemních her. Původní kapacita stadionu byla 50 000 míst, z nichž některá byla na stání. Později byla všechna místa předělána na sezení a kapacita stadionu se zmenšila na 35 000.
V září 1990 byla na stadionu spálena fotbalovými fanoušky jako symbol protestu vlajka Socialistické federativní republiky Jugoslávie.

## Design
Stadion má svým tvarem připomínat mušli.